# Santuario della Madonna delle Grazie (Bardi)
Il santuario della Madonna delle Grazie è un luogo di culto cattolico dalle forme neoclassiche e neobarocche, situato in località Madonnina alle porte di Bardi, in provincia di Parma e diocesi di Piacenza-Bobbio; è sussidiario della parrocchiale di San Giovanni Battista e della Beata Maria Vergine Addolorata di Bardi e fa parte del vicariato della Val Taro e Val Ceno.

## Storia
Sul luogo dell'attuale santuario fu edificato nel XIII secolo un piccolo oratorio, dedicato a san Biagio per celebrare la vittoria, nella battaglia di Bardi del 1321, delle truppe di Galeazzo I Visconti e Manfredo Landi sul guelfo Giacomo Cavalcabò.
Il piccolo tempio, contenente una venerata immagine della Madonna, fu restaurato nel 1621.
Nel 1774 l'edificio, ormai pericolante, fu chiuso al culto e demolito; al suo posto fu eretta su finanziamento di Battistina Bemi una nuova chiesa neoclassica, consacrata nel 1779.
Nel 1883 il tempio fu completamente restaurato, con la costruzione dell'attuale facciata neobarocca su progetto di Giovanni Paini; al termine dei lavori, il 20 giugno 1888 il luogo di culto fu riconsacrato dal vescovo di Piacenza Giovanni Battista Scalabrini. L'anno seguente il papa Leone XIII elevò l'edificio a santuario mariano, col titolo di "Santuario della val Ceno".
Intorno al 1950 la chiesa fu sottoposta a nuovi restauri, che interessarono anche gli affreschi interni.

## Descrizione

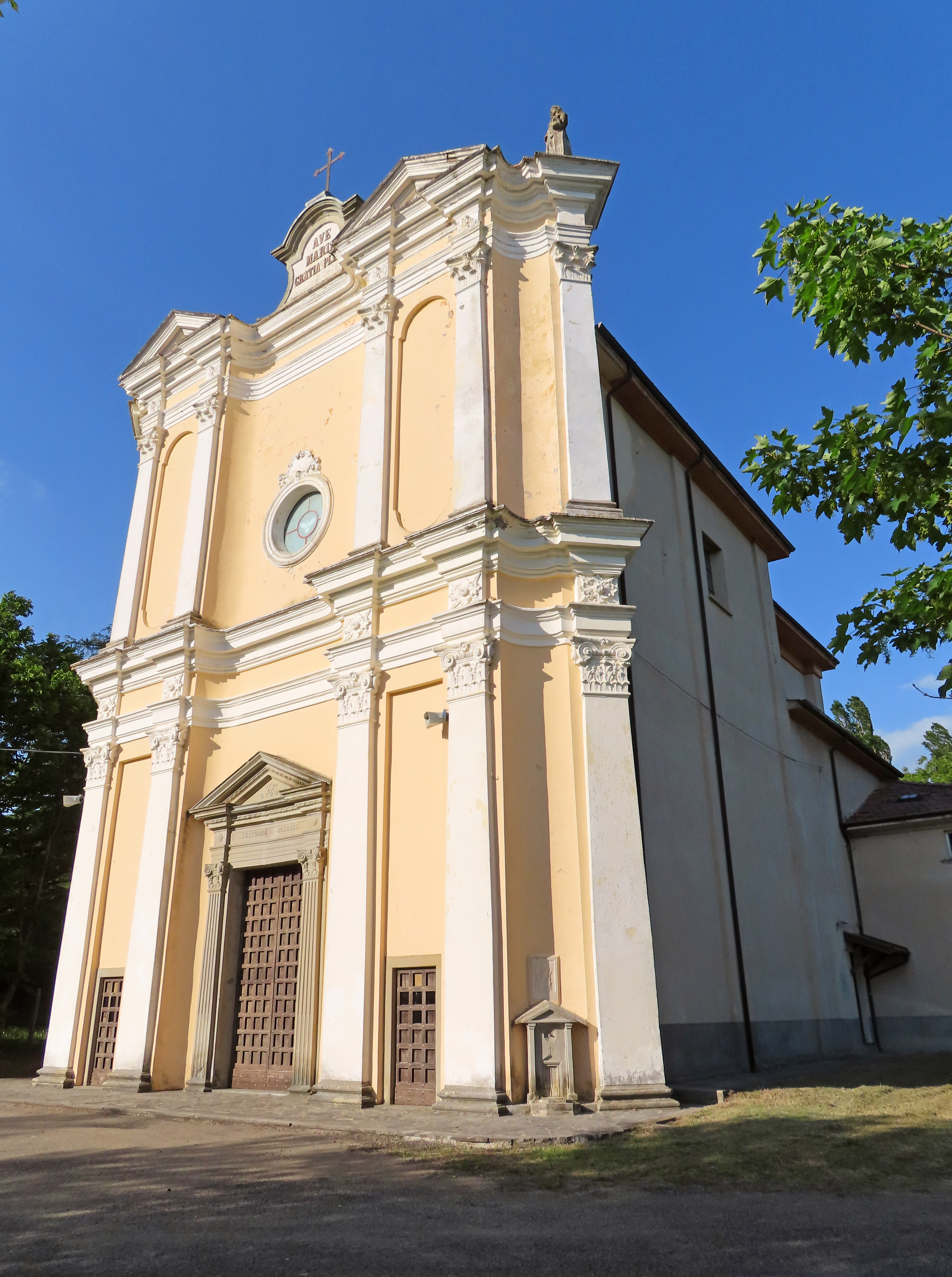
Facciata e lato sud

La chiesa si sviluppa su una pianta centrale di forma ottagonale, con ingresso a ovest e presbiterio quadrangolare a est.
L'alta e simmetrica facciata neobarocca è suddivisa verticalmente in tre parti, con due avancorpi laterali ad angoli concavi; il prospetto è suddiviso orizzontalmente da un elaborato cornicione in aggetto. Nella parte inferiore si elevano sei lesene coronate da capitelli corinzi, a sostegno della trabeazione modanata; nel mezzo è collocato l'ampio portale d'ingresso principale, affiancato da due lesene corinzie in pietra, su cui si innalza il frontone triangolare spezzato; negli avancorpi laterali si aprono i due accessi secondari, delimitati da semplici cornici e sovrastati da nicchie rettangolari. Nella parte superiore si elevano altre sei lesene corinzie in continuità con quelle inferiori, di cui quelle estreme sormontate da statue in pietra; nel mezzo si apre un rosone delimitato da cornice modanata, mentre in sommità si innalza un fastigio mistilineo, al cui centro campeggia l'epigrafe "AVE MARIA GRATIA PLENA"; gli avancorpi sono coronati da frontoni triangolari spezzati.
Sui fianchi, scanditi da paraste, si aprono in alto due finestre rettangolari, mentre sul retro è posto nel mezzo un finestrone di forma analoga.
All'interno l'ampia aula ottagonale è coperta da una volta a padiglione, riccamente decorata ad affresco come il resto dell'edificio con raffigurazioni a trompe-l'œil di finte architetture classiche; in corrispondenza dell'imposta della volta si sviluppa un'alta trabeazione, che prosegue anche in zona presbiteriale.
Sulle pareti i trompe-l'œil inquadrano due oli realizzati dal pittore Antonio Bresciani nel 1771, provenienti dalla sconsacrata chiesa di San Francesco; sulla destra è posto all'interno di un'elaborata cornice in stucco rococò un dipinto raffigurante i Santi Pasquale Baylon e Margherita da Cortona, mentre sulla sinistra è collocato il gemello Sant'Antonio da Padova.
Il presbiterio a pianta quadrata è coperto da una volta a padiglione, decorata con un affresco rappresentante una finta architettura su più ordini; al centro si innalza l'altare con ancona in stile tardo-barocco, realizzato tra il 1774 e il 1779. A fianco è collocata una statua lignea policroma, raffigurante la Madonna del Rosario, attribuita allo scultore settecentesco Jan Hermansz Geenaert.